# Night Train (песня)
«Night Train» (с англ. — «Ночной поезд») — песня американского кантри-певца Джейсона Олдина, вышедшая 24 июня 2013 года в качестве четвёртого сингла из пятого студийного альбома Олдина Night Train (2012). Песню написали Нил Трэшер и Майкл Дулейни.
Сингл возглавил кантри-чарт в США и получил сертификации в Канаде (золотую) и США (платиновую).

## История
«Night Train» — это среднетемповая рок-баллада о двух влюблённых, нашедших идеальное место для романтических отношений ночью в ожидании проходящего мимо поезда.
Джейсон Олдин дебютировал с новым синглом 5 июня 2013 года на церемонии CMT Music Awards.

## Отзывы
Билли Дьюкс из Taste of Country поставил «Night Train» три звезды из пяти. Он заявил: «Тексты песен не такие яркие, как в лучших балладах Олдина, но в его исполнении чувствуется, что он вдохновлён реальным местом и любовью из своего прошлого». Он также сказал: «Олдин демонстрирует настоящую вокальную мощь, и эта песня — хорошее напоминание о том, на что он способен».

## Музыкальное видео
Режиссёром клипа выступил Уэс Эдвардс, а премьера состоялась 6 августа 2013 года.

## Чарты
| Чарт (2013)                         | Высшая позиция |
| ----------------------------------- | -------------- |
| Канада (Billboard Canadian Hot 100) | 39             |
| Канада (Billboard Country)          | 1              |
| США (Billboard Hot 100)             | 26             |
| США (Billboard Hot Country Songs)   | 2              |
| США (Billboard Country Airplay)     | 1              |

| Чарт (2013)                      | Позиция |
| -------------------------------- | ------- |
| US Country Airplay (Billboard)   | 10      |
| US Hot Country Songs (Billboard) | 22      |

## Сертификации
| Регион                                                       | Сертификация | Продажи   |
| ------------------------------------------------------------ | ------------ | --------- |
| Канада (Music Canada)                                        | Золотой      | 40 000*   |
| США (RIAA)                                                   | Платиновый   | 1,007,000 |
| * Данные о продажах приведены только на основе сертификации. |              |           |